# 金雲基
金 雲基（キム・ウンギ、朝鮮語: 김운기）は、朝鮮民主主義人民共和国の政治家。黄海南道党委員会責任書記、最高人民会議代議員などを歴任した。

## 経歴
出生地や生年月日は不明。1993年5月に黄海南道党委員会書記に任命された。1995年10月に黄海南道党委員会責任書記に任命され、1998年7月に最高人民会議第10期代議員に選出された。2000年12月24日に金正日総書記の朝鮮人民軍最高司令官推戴9周年を記念して黄海南道に建設された革命史跡碑の除幕式に参加した。2005年6月に黄海南道党委員会責任書記を解任された。後任は金洛姫。